# Ніхто (фільм)
«Ніхто» (англ. Nobody) — американський трилер, зфільмований режисером Іллею Найшуллером за сценарієм Дерека Колстада. У головних ролях: Боб Оденкерк, Конні Нільсен та Крістофер Ллойд.
Реліз фільму було заплановано на 14 серпня 2020 року компанією Universal Pictures, проте його перенесли на 2021 рік, через зміни в графіку викликані ковід-19.

## Сюжет
Гатч Менселл звичайна людина, він працює в офісі компанії свого тестя Едді. У нього звичайне та непримітне життя. Його майже ніхто не помічає, зустрівши Гатча Менселла на вулиці, ви ніколи не звернете на нього своєї уваги. Гатч Менселл ні від кого не ховається, але вважає за краще бути непомітним та не вирізнятися серед інших. Він не прагне визнання, не хоче бути героєм в очах оточуючих. Гатчу Менселлу не потрібні проблеми, він любить тишу та спокій.
У Гатча дружина Ребекка «Беккі» та двоє дітей. З дружиною у Гатча вже багато років прохолодні відносини. Він погано ладнає і зі своїм старшим сином Блейком, і лише дочка Семмі прив'язана до нього.
Одного разу вночі грабіжники вриваються у помешкання Менселлі. Вони забирають годинник у Гатча та кілька доларів, і хочуть забрати обручку. Син Блейк чинить опір грабіжникам, одного з грабіжників він хапає за шию та утримує, а у самого Гатча з'являється можливість ударити іншого ключкою для гольфу, але він не робить цього, наказує сину відпустити грабіжника, та дозволяє піти злочинцям з награбованим.
Гатч намагається забути про все, що з ним трапилося вчора. Він повертається до свого звичного та непримітного життя.
Наступного дня, повернувшись увечері з роботи, Гатч дізнається від доньки Семмі, що зник її браслет з котиками. Гатч вирушає до будинку для людей похилого віку, до свого літнього батька Девіда та позичає старий значок співробітника ФБР і пістолет. Він бачив татуювання на руці одного із грабіжників і через тату-салон знаходить зловмисників. Гатч повертає свій годинник, але несподівано чує плач дитини в іншій кімнаті. Так він дізнається, що у грабіжників є маленька хвора дитина. Тому Гатч покидає помешкання грабіжників. У автобус, на якому Гатч повертається додому, ввалюється компанія п'яних росіян, які агресивно поводяться та чіпляються до пасажирів. Щоб захистити дівчину та випустити злість, Гатч добряче б'є їх.
Повернувшись до дому, Гатч розуміє, що увесь цей час мало спілкувався зі своєю сім'єю, і намагається відновити з ними втрачену довіру.
Згодом Гаррі, зведений брат Гатча, повідомляє, що у того великі неприємності, адже один з побитих доводиться молодшим братом Юліану Кузнєцову, який є відомим російським кримінальним авторитетом і тримає «общак» російської мафії.
Люди Кузнєцова, на чолі з правою рукою Юліана Павлом, чорношкірим російським мафіозі, нападають на будинок Гатча, щоб схопити його та привезти своєму босу. Гатч ховає свою родину в підвалі та вбиває більшість нападників, проте проти нього застосували електрошокер, він знепритомнів і російські бандити кинули його у багажник свого авто. Гатчу все ж таки вдається залишити багажник автівки та вбити бандитів. Гатч розповідає помираючому бандиту Павлу, що в минулому він був «аудитором», вбивцею, працював на уряд. Одного разу він відпустив чоловіка, якого повинен був вбити, оскільки повірив йому, що той шкодує про свій вчинок, і присягається більше ніколи не займатися поганими справами. Згодом Гатч розшукав цього чоловіка, і побачив, що той одружився, у нього діти, і він веде звичайне сімейне життя. Гатч вирішив, що хотів би для себе чогось подібного. Попри бажання свого керівництва він пішов у відставку і з того часу робив усе можливе, щоб не повернутися до колишнього життя.
Після нападу російської мафії на свій будинок, він просить Беккі поїхати на якийсь час разом з дітьми, в безпечне місце. Після чого спалює свій будинок з тілами російських мафіозі усередині, щоб знищити усі докази.
За золоті злитки, які Гатч заробив ще будучи «аудитором», придбав компанію свого тестя Едді. Він давно мріяв мати свою власну компанію.
Гатч спалює «общак» та колекцію картин Юліана. Юліан у гніві збирає всіх своїх підлеглих та вирушає за Гатчем, який засів на території своєї компанії, та встановив там смертельні пастки. На фабрику, на допомогу Гатчу, прибуває його батько та зведений брат Гаррі Менселл. Разом їм вдається здолати російських мафіозі та вбити Юліана. Переконавшись, що його батько та брат втекли, Гатч здається поліції, але за дзвінком зверху його відпускають без пред'явлення звинувачень.
Через три місяці, купуючи новий будинок разом з Беккі, до Гатча телефонують, і натякають, що його послуги все ще потрібні. У сцені під час титрів Гаррі та Девід їдуть у невідомому напрямку у фургоні, у якому купа зброї.

## У ролях
| Актор              | Роль                                                      |
| ------------------ | --------------------------------------------------------- |
| Боб Оденкерк       | Гатч «Ніхто» Менселл                                      |
| Конні Нільсен      | Ребекка «Бекка» Менселл, дружина Гатча                    |
| RZA                | Гаррі Менселл, зведений брат Гатча                        |
| Олексій Серебряков | Юліан Кузнєцов, бос російської мафії                      |
| Крістофер Ллойд    | Девід Менселл, батько Гатча, агента ФБР у відставці       |
| Олександр Паль     | Федір, молодший брат Юліана Кузнєцова                     |
| Ґейдж Манро        | Блейк, син Гатча                                          |
| Майкл Айронсайд    | Едді Вільямс, тесть Гатча                                 |
| Володимир Ямненко  | бос мафії                                                 |
| Арайя Менґеша      | Павєл, права рука Юліана, росіянин ефіопського походження |
| Ілля Найшуллер     | Анатолій, бандит, який хотів вбити батька Гатча           |
| Сергій Шнуров      | Валентин, бандит, який хотів вбити батька Гатча           |
| Даніель Бернгардт  | хуліган в автобусі                                        |
| Ален Муссі         | хуліган в автобусі                                        |
| Колін Селмон       | чоловік в перукарні                                       |
| Д.П. Ману          | Даррен, корумпований чиновник Пентагону                   |
| Дарія Чаруша       | помічниця Юліана                                          |
| Пол Ессімбре       | Джим, сусід Гатча                                         |
| Невен Пайкич       | Великий Брут                                              |
| Шерон Байєр        | ресепшн                                                   |

## Виробництво
У квітні 2019 року Universal Pictures придбала права на дистрибуцію фільму у STX. У жовтні 2019 року в акторський склад увійшли Конні Нільсен та Крістофер Ллойд.
Фільмування стрічки розпочалось у вересні 2019 року.

## Випуск
Реліз фільму було заплановано на 14 серпня 2020 року, але був відкладений через пандемію коронавірусу на 2021 рік. Прем'єра фільму відбулася 18 березня 2021 року.